# Neomyia
Neomyia este un gen de muște din familia Muscidae.

## Specii[1]
- Neomyia albigena
- Neomyia annia
- Neomyia aurantiaca
- Neomyia aureopyga
- Neomyia australis
- Neomyia bequaerti
- Neomyia bimaculata
- Neomyia boyesi
- Neomyia bristocercus
- Neomyia chrysopyga
- Neomyia claripennis
- Neomyia coeruleifrons
- Neomyia cornicina
- Neomyia cuprea
- Neomyia currani
- Neomyia desjardinsii
- Neomyia diffidens
- Neomyia distinctipennis
- Neomyia dubia
- Neomyia flavidipennis
- Neomyia fletcheri
- Neomyia fumipennis
- Neomyia gavisa
- Neomyia gorii
- Neomyia greenwoodi
- Neomyia gressitti
- Neomyia guineensis
- Neomyia hirticeps
- Neomyia indica
- Neomyia inflata
- Neomyia intacta
- Neomyia kaindiensis
- Neomyia lauta
- Neomyia laveifrons
- Neomyia laxifrons
- Neomyia limbata
- Neomyia macrops
- Neomyia macroviola
- Neomyia maculisquama
- Neomyia marginipennis
- Neomyia merui
- Neomyia montana
- Neomyia nitelivirida
- Neomyia nudissima
- Neomyia orbitalis
- Neomyia pacifica
- Neomyia peronii
- Neomyia pura
- Neomyia racilia
- Neomyia rectinevris
- Neomyia rhingiaeformis
- Neomyia rossleechi
- Neomyia rubrifacies
- Neomyia ruficornis
- Neomyia rufifascies
- Neomyia rufitarsis
- Neomyia scatophaga
- Neomyia semipunctata
- Neomyia setulosa
- Neomyia simmondsi
- Neomyia sororella
- Neomyia sperata
- Neomyia splendida
- Neomyia steini
- Neomyia thoracica
- Neomyia timorensis
- Neomyia trimaculata
- Neomyia viola
- Neomyia viridescens
- Neomyia viridifrons
- Neomyia zielkinski
- Neomyia zumpti